# سولوسبوره
شهر سولوسبوری (به سوئدی: Sölvesborg) در ناحیه شهری سولوسبوری در کشور سوئد واقع شده‌است. جمعیت این شهر ۱۷،۴۷۱  نفر است.